# Praha-Bubny
Praha-Bubny – stacja kolejowa w Pradze, w Czechach przy ulicy Bubenskiej 177/8b. Posiada 4 perony.